# Pasquale Frasconi
Pasquale Frasconi (Luogosanto, 12 novembre 1893 – Aglientu, 16 marzo 2004) è stato un supercentenario italiano, vissuto 110 anni e 125 giorni.
Detenne il titolo di Decano maschile d'Italia dal 19 giugno 2003 fino al suo decesso. Alla sua morte risultava essere il 6º italiano di sesso maschile più longevo di sempre.

## Biografia
Nato il 12 novembre del 1893 a Luogosanto, nella subregione storica della Gallura da una famiglia di agricoltori, si trasferì in giovanissima età ad Aglientu. 
Nel 1915 fu arruolato, cadendo prigioniero degli austriaci. Al rientro dalla guerra, nel 1918, si dedicò al commercio del bestiame. Mai sposatosi, dal 1976 si recò ad abitare con la famiglia della nipote, nella borgata di Riccino-Montirussu, a Luogosanto.
Nel 1993, alla soglia dei 100 anni, ottenne che nella sua casa fosse installata la luce elettrica, dopo che il caso della sua richiesta priva di risposta era divenuto noto grazie alla stampa. 
Nel 1997, all'età di 104 anni, cadde e si fratturò un femore, subendo un intervento dal quale si riprese, tornando a camminare.
Il 19 giugno 2003, alla morte del conterraneo Giovanni Frau, ereditò il titolo di uomo più anziano d'Italia. In occasione del suo 110º compleanno ricevette un telegramma di auguri da parte del Presidente della Repubblica, Carlo Azeglio Ciampi.
Morì il 16 marzo 2004; le esequie furono celebrate il giorno successivo alle 15,00.